# Métrique de Lemaître
ne doit pas être confondu avec Métrique de Friedmann-Lemaître-Robertson-Walker
La métrique de Lemaître est une métrique de la relativité générale créée par Georges Lemaître en 1938, et décrivant un référentiel en chute libre dans le cadre d'un espace temps doté d'un unique corps massif à symétrie sphérique, sans charge et de moment cinétique nul, et donc utilisable au voisinage d'un trou noir de Schwarzschild.
Cette métrique, issue de la métrique de Schwarzschild, détermine les propriétés d'un référentiel synchrone, donc en chute libre, où les corps en chute libre chutent en même temps que lui (par le principe d'équivalence), ainsi que son système de coordonnées : donc ces corps ont des coordonnées spatiales constantes dans ce référentiel. Les calculs font apparaitre que le rayon de Schwarzschild n'est pas une singularité, mais un passage à partir duquel un retour en arrière n'est plus possible, et que la durée de la chute depuis l'extérieur du trou noir jusqu'à la singularité centrale, en temps propre, est finie.
Cette métrique est toutefois insuffisante pour une description complète de la dynamique d'un corps dans le voisinage d'un trou noir, alors que la métrique de Kruskal-Szekeres (1960) le permet.

## Expression de la métrique
Les coordonnées de Lemaître {\displaystyle (T,R,\theta ,\phi )},, sont un système de coordonnées utilisées pour exprimer la métrique de Schwarzschild. Lemaître les a proposées en 1932 dans L'Univers en expansion. Elles se sont avérées être un cas particulier des coordonnées de Novikov.
La métrique de Schwarzschild, exprimée en coordonnées de Lemaître, est dite métrique de Lemaître,,. Elle est donnée par,, :
{\displaystyle {\rm {d}}s^{2}=c^{2}\,{\rm {d}}T^{2}-{4 \over 9}\left[{9GM \over 2c^{2}\left(R-cT\right)}\right]^{2/3}\,{\rm {d}}R^{2}-\left[{9GM \over 2c^{2}}\left(R-cT\right)^{2}\right]^{2/3}\left({\rm {d}}\theta ^{2}+\sin ^{2}\theta \,{\rm {d}}\phi ^{2}\right)},
où :
- {\displaystyle c} est la vitesse de la lumière dans le vide ;
- {\displaystyle G} est la constante gravitationnelle ;
- {\displaystyle M} est la masse.

Elle peut aussi s'écrire :
{\displaystyle {\rm {d}}s^{2}=c^{2}\,{\rm {d}}T^{2}-{1 \over \left({3 \over 2R_{S}}\left(R-cT\right)\right)^{2/3}}\,{\rm {d}}R^{2}-\left({3 \over 2}\,\left(R-cT\right)\right)^{4/3}\,{R_{S}}^{2/3}\,\left({\rm {d}}\theta ^{2}+\sin ^{2}\theta \,{\rm {d}}\phi ^{2}\right)}
où :
- {\displaystyle T} est la variable temps, qui est le temps propre de toute particule au repos dans ce référentiel en chute libre ;
- {\displaystyle R} est la variable spatiale ; constante pour une particule immobile dans ce référentiel, donc en chute libre avec lui ;
- {\displaystyle R_{S}} est le rayon de Schwarzschild.

Pour {\displaystyle R-cT>0}, les signes des coefficients de {\displaystyle {\rm {d}}T^{2}} et {\displaystyle {\rm {d}}R^{2}} montrent qu'il s'agit bien là de coordonnées respectivement partout temporelle et partout spatiale.
Ou, sous une forme simplifiée :
{\displaystyle {\rm {d}}s^{2}=c^{2}\,{\rm {d}}T^{2}-{{\rm {d}}R^{2} \over B}-B^{2}{R_{S}}^{2}\left({\rm {d}}\,\theta ^{2}+\sin ^{2}\theta \,{\rm {d}}\phi ^{2}\right)}
avec {\displaystyle B=\left({3 \over 2R_{S}}\left(R-cT\right)\right)^{2/3}}

## Calcul
L'idée est, à partir de la métrique de Schwarzschild, de déterminer des variables {\displaystyle T} et {\displaystyle R} vérifiant
{\displaystyle c\,{\rm {d}}T=c\,{\rm {d}}t+{f(r)\,{\rm {d}}r \over 1-{R_{S} \over r}}}
et
{\displaystyle {\rm {d}}R=c\,{\rm {d}}t+{{\rm {d}}r \over f(r)\,\left(1-{R_{S} \over r}\right)}}
et permettant d'éliminer la singularité du rayon de Schwarzschild.
En remplaçant dans la métrique de Schwarzschild, on obtient
{\displaystyle {\rm {d}}s^{2}={1-{R_{S} \over r} \over 1-f^{2}(r)}\,\left(c^{2}\,{\rm {d}}T^{2}-f^{2}(r)\,{\rm {d}}R^{2}\right)-r^{2}\,({\rm {d}}\theta ^{2}+\sin ^{2}\theta \,{\rm {d}}\phi ^{2})}
La singularité est éliminée pour {\displaystyle f(r)={\sqrt {R_{S} \over r}}}.
Par intégration, on obtient
{\displaystyle R-c\,T={2/3}\,{r^{3/2} \over {R_{S}}^{1/2}}},
d'où 
{\displaystyle r=\left({3 \over 2}\,\left(R-c\,T\right)\right)^{2/3}\,{R_{S}}^{1/3}=B\,R_{S}},
et la métrique de Lemaître en remplaçant dans le {\displaystyle {\rm {d}}s^{2}} donné plus haut.
On obtient également:
{\displaystyle t={R_{S} \over c}\left(-{2 \over 3}B^{1/2}+\ln \left|{B^{1/2}+1 \over B^{1/2}-1}\right|+{R \over R_{S}}\right)},
toujours avec {\displaystyle B=\left({3 \over 2R_{S}}\left(R-cT\right)\right)^{2/3}}

## Chute radiale d'un corps dans un trou noir

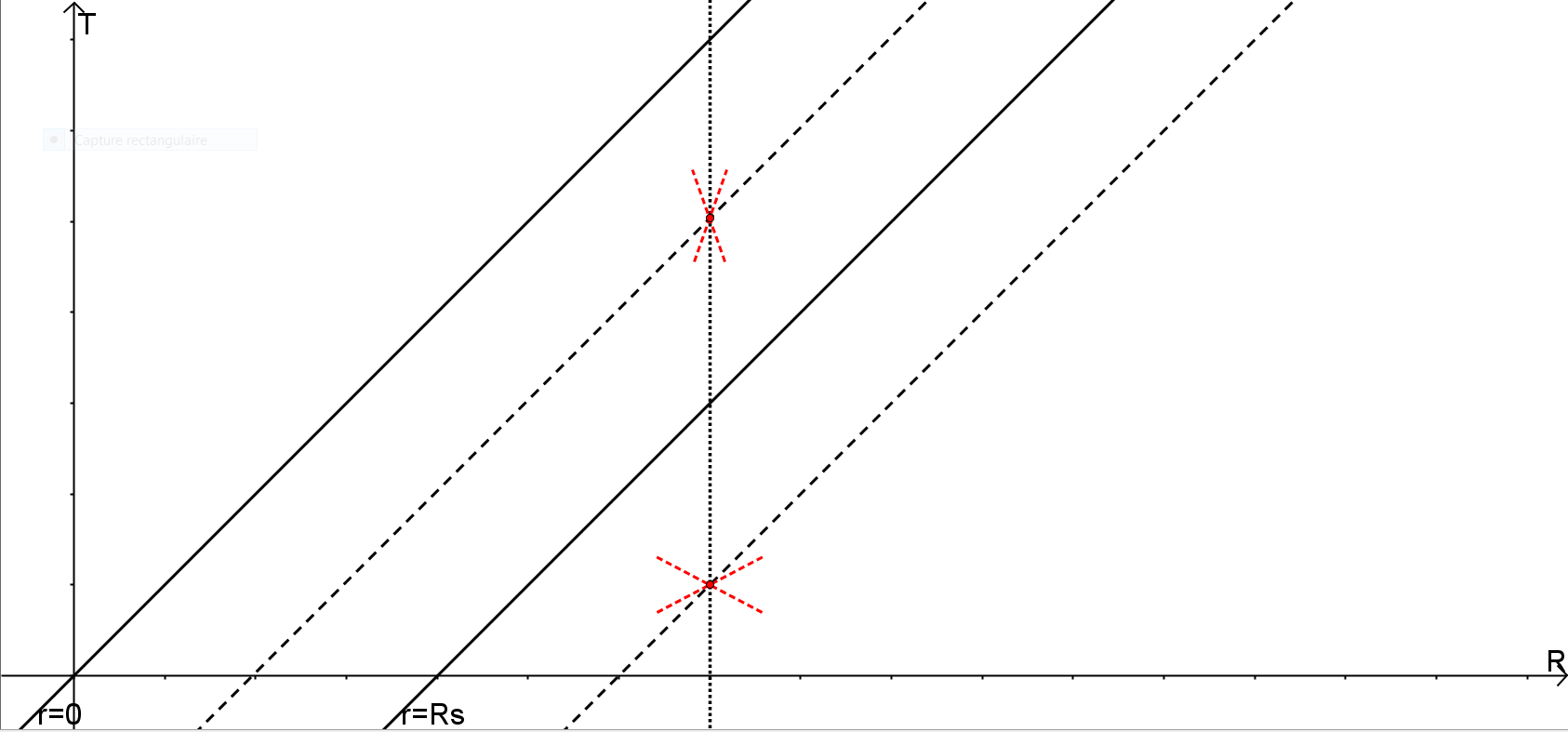
Les droites inclinées vérifient R-c.T = constante (ce qui implique que r = constante). La 1re en trait plein correspond à r = 0, la 2de en trait plein correspond à r = R_{s}. Un corps en chute libre suit la droite verticale (avec le temps T croissant, donc vers le haut du graphique) et la base de son cône de lumière est en rouge.

Dans un graphique où le temps {\displaystyle T} est sur l'axe vertical, et la coordonnée spatiale {\displaystyle R} est sur l'axe horizontal, une droite d'équation {\displaystyle R-c\,T={\text{constante}}} correspond à la contrainte {\displaystyle r=constant} sur la coordonnée {\displaystyle r} de la métrique de Schwarzschild.
{\displaystyle R-c\,T=0} est la singularité {\displaystyle r=0}, présente dans toute métrique avec les conditions physiques imposées (car c'est une singularité de tenseur de courbure de l'espace-temps).
La contrainte {\displaystyle r=R_{S}} correspond à {\displaystyle R-c\,T={2 \over 3}\,R_{S}}.
La métrique étant synchrone, une ligne de temps est une géodésique : pour une chute libre radiale (donc une évolution suivant la seule coordonnée {\displaystyle r} de la métrique de Schwarzschild) les géodésiques sont les droites verticales, et sont parcourues dans le sens du temps {\displaystyle T} croissant.
On montre, en prenant {\displaystyle {\rm {d}}s^{2}=0}, que pour la lumière
{\displaystyle {{\rm {d}}R \over c\,{\rm {d}}T}=\pm {\sqrt {r \over R_{S}}}},
ce qui donne les pentes du bords du cône de lumière du corps. Donc :
- si {\displaystyle r>R_{S}}, le cône de lumière du corps inclut la droite {\displaystyle R-c\,T={\text{constante}}} sur laquelle est le corps car pour cette droite

{\displaystyle {{\rm {d}}R \over c\,{\rm {d}}T}=1\in \left]-{\sqrt {r \over R_{S}}};+{\sqrt {r \over R_{S}}}\right[}
une orbite autour du trou noir est donc envisageable, voire un retour vers des valeurs croissantes de {\displaystyle r} ;
- si {\displaystyle r\leq R_{S}}, le cône de lumière du corps n'inclut pas (strictement) la droite {\displaystyle R-c\,T={\text{constante}}} sur laquelle est le corps, une orbite à l'intérieur du trou noir est donc inenvisageable, le corps est appelé à progresser vers les valeurs décroissantes de {\displaystyle r} : la chute vers la singularité {\displaystyle r=0} est inexorable et se fait en un temps propre {\displaystyle T} fini[1].

On remarque que {\displaystyle r=R_{S}} n'est pas une singularité de cette métrique, mais correspond à une impossibilité de retour en arrière, ou même de position stationnaire pour un corps massif.

## Mouvement centrifuge et limite de cette métrique
Pour obtenir un mouvement centrifuge radial, il suffit de changer le signe du temps propre, on a alors
{\displaystyle c\,{\rm {d}}T=-\left(c\,{\rm {d}}t+{f(r)\,{\rm {d}}r \over 1-{R_{S} \over r}}\right)}
{\displaystyle {\rm {d}}R=c\,{\rm {d}}t+{{\rm {d}}r \over f(r)\,\left(1-{R_{S} \over r}\right)}}
et le même graphique que dans le cas du mouvement centripète, mais avec l'axe du temps orienté dans l'autre sens, et des trajectoires des corps dirigées vers le bas du graphique (c'est-à-dire toujours vers {\displaystyle T} croissant) ce qui montre une sortie, puis une fuite loin du trou noir.
Mais le sens physique à donner alors à ce mouvement n'est pas évident car sur les droites verticales du graphique, on a 
{\displaystyle {\rm {d}}R=c\,{\rm {d}}t+{{\rm {d}}r \over f(r)\,\left(1-{R_{S} \over r}\right)}=0},
d'où {\displaystyle {{\rm {d}}r \over {\rm {d}}t}<0} pour {\displaystyle r>R_{S}}.
La progression du corps devrait donc être toujours orientée vers le trou noir. Le même calcul pour {\displaystyle 0<r\leqslant R_{S}} n'est pas pertinent car cette contrainte fait perdre à {\displaystyle t} son sens physique dans la métrique de Schwarzschild, donc {\displaystyle {{\rm {d}}r \over {\rm {d}}t}} n'a pas de sens physique.
Cette contradiction entre aspects mathématique et physique montre que cette métrique est impropre à décrire toutes les possibilités dynamiques d'un corps aux abords d'un trou noir.